# Lucius Silius Decianus
Lucius Silius Decianus war ein im 1. Jahrhundert n. Chr. lebender römischer Politiker.
Durch zwei Militärdiplome, die auf den 16. September 94 datiert sind, ist belegt, dass Decianus 94 zusammen mit Titus Pomponius Bassus Suffektkonsul war. Darüber hinaus werden die beiden Konsuln auch in den Fasti Ostienses aufgeführt. Decianus war der Sohn von Silius Italicus.